# Inner City
Inner City est un groupe américain de techno et de house, qui a connu une certaine popularité à la fin des années 1980 et au début des années 1990. Avec d'autres artistes comme Juan Atkins et Derrick May, ils sont à l'origine de ce qu'on appelle la techno de Détroit.

## Biographie
Inner City est formé à Détroit en 1987 par le compositeur et producteur Kevin Saunderson et deux chanteuses : Ann Saunderson, la femme de Kevin, et Paris Grey, originaire de Chicago. Leur premier single Big Fun sort l'année suivante et est inclus sur la compilation Techno! The New Dance Sound Of Detroit. Le groupe est signé par le label Virgin Records et place Good Life, son single suivant, dans le Top 10 britannique. Leur album Paradise est édité en 1989. Classé dans le Top 20 au Royaume-Uni, le disque ne rencontre pas le même succès aux États-Unis,.

## Discographie

### Albums
- 1989 : Paradise
- 1989 : Paradise Remixed
- 1990 : Fire
- 1992 : Praise
- 1993 : Testament '93

### Singles
- 1988 : Big Fun
- 1988 : Good Life
- 1989 : Ain't Nobody Better
- 1989 : Do You Love What You Feel
- 1989 : Whatcha Gonna Do With My Lovin
- 1990 : That Man
- 1991 : Let It Reign
- 1991 : Till We Meet Again
- 1992 : Follow Your Heart
- 1992 : Pennies From Heaven
- 1992 : Hallelujah '92
- 1992 : Praise
- 1993 : Back Together Again
- 1993 : Do Ya
- 1994 : Share My Life
- 1995 : Ahnonghay
- 1995 : Your Love
- 1996 : Do Me Right
- 1999 : Good Life (PIAS re-recording)
- 2000 : Good Love
- 2001 : Pump It Up Dub (with E-Dancer)
- 2004 : Say Something